# Нова Кршља
Нова Кршља је насељено место у општини Раковица, на Кордуну, Карловачка жупанија, Република Хрватска.

## Географија
Нова Кршља се налази око 10 км источно од Раковице.

## Историја
Нова Кршља се од распада Југославије до августа 1995. године налазила у Републици Српској Крајини. До територијалне реорганизације у Хрватској налазила се у саставу бивше велике општине Слуњ.

## Становништво
Према попису становништва из 2011. године, насеље Нова Кршља је имало 66 становника.

### Број становника по пописима
| Националност   | 2001. | 1991. | 1981. | 1971. | 1961. | 1953. | 1948. | 1931. | 1921. | 1910. | 1900. | 1890. | 1880. | 1869. | 1857. |
| бр. становника | 85    | 251   | 323   | 358   | 362   | 407   | 382   | 738   | 746   | 814   | 840   | 748   | 690   | 713   | 724   |

- напомене:

У 1880. садржи део података за насеље Басара.

### Национални састав
| Националност       | 2001.       | 1991.        | 1981.        | 1971.        | 1961.        |
| Хрвати             | 71 (83,52%) | 72 (28,68%)  | 87 (26,93%)  | 116 (32,40%) | 123 (33,97%) |
| Срби               | 6 (7,05%)   | 157 (62,54%) | 157 (48,60%) | 239 (66,75%) | 238 (65,74%) |
| Југословени        | 0           | 15 (5,97%)   | 76 (23,52%)  | 0            | 0            |
| остали и непознато | 8 (9,41%)   | 7 (2,78%)    | 3 (0,92%)    | 3 (0,83%)    | 1 (0,27%)    |
| Укупно             | 85          | 251          | 323          | 358          | 362          |